# York United Football Club
El York United Football Club o York United FC es un equipo de fútbol de Canadá con sede en York, Ontario. Fue fundado en 2018 y disputa sus partidos de local en el York Lions Stadium. Participa en la Canadian Premier League desde 2019.

## Historia
En diciembre del 2017, Jimmy Brennan, exfutbolista canadiense, anunció su intención de tener un contacto directo con la nueva Canadian Premier League. A principios del 2018, Brennan fue nombrado como vicepresidente York Sports & Entertainment. Más tarde, Preben Ganzhorn fue nombrado como president de la compañía y del futuro equipo.
El 5 de mayo de 2018, la Asociación Canadiense de Fútbol aceptó la creación del York9 FC como equipo profesional. Después, el 10 de mayo del mismo año, fue aprobado el ingreso del club a la Liga Premier Canadiense, como un miembro más para el nuevo torneo.
El 11 de diciembre de 2020 el club hace oficial el cambio de nombre pasándose a llamar York United FC

## Uniforme
- Uniforme titular: Camiseta blanca y franjas negras y verdes, pantalón blanco y medias negras.
- Uniforme alternativo: Camiseta verde y mangas negras, pantalón negro y medias verdes.

### Indumentaria y patrocinador
| Período       | Proveedor |
| ------------- | --------- |
| 2018-presente | Macron    |

| Período         | Patrocinador |
| --------------- | ------------ |
| 2018 – Presente | Macron       |

## Rivalidades
York United FC mantiene una rivalidad con el Forge FC, dado que son los únicos equipos de la provincia de Ontario en la Canadian Premier League. Este enfrentamiento se denomina como 905 Derby, el origen del nombre proviene del código área 905, lugar exacto donde se encuentran estos clubes. El primer juego entre ambas escuadras, fue en el primer partido en la historia de la Canadian Premier League, realizado el 27 de abril de 2019 en la cancha del Forge, esto concluyó con un empate 1-1.

## Entrenadores

### Cronología de los entrenadores
- Jim Brennan (2018-2021)
- Martin Nash (2021-2024)
- Benjamín Mora (2024)
- Mauro Eustáquio (2024-presente)